# Rosebusch Verlassenschaften

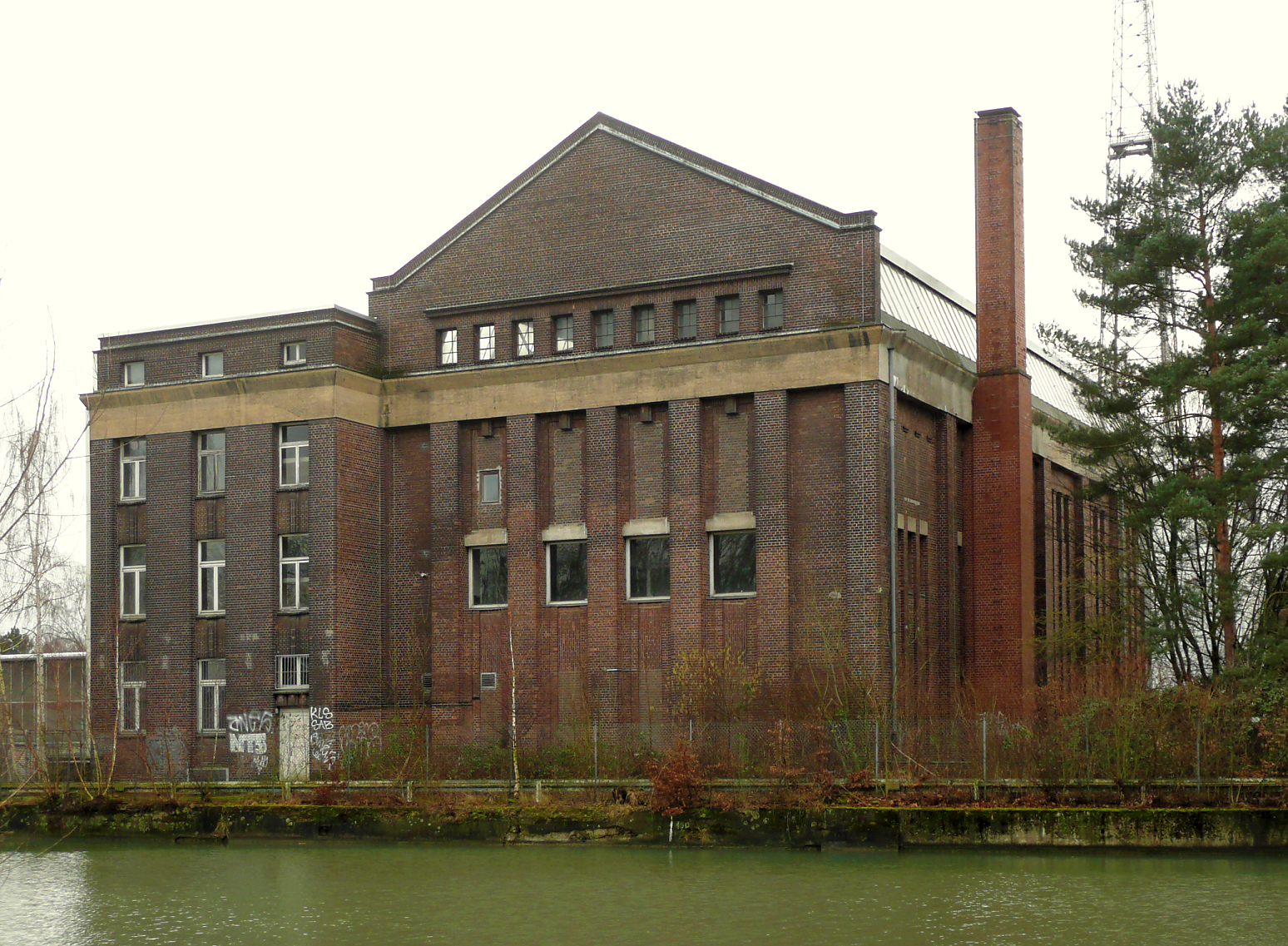
Frühere Turbinenhalle mit den Rosebusch Verlassenschaften, gesehen vom Stichkanal Hannover-Linden

Die Rosebusch Verlassenschaften (Eigenschreibweise 
RosebuschVerlassenschaften) sind ein Kunstmuseum und ein Kunstort im Stadtteil Ahlem in Hannover. Die 2012 eröffnete Einrichtung beinhaltet neben Gemälden hauptsächlich Hinterlassenschaften deutscher Industrieproduktion. Sie wurde vom Künstlerehepaar Almut und Hans-Jürgen Breuste geschaffen.

## Beschreibung
Die Rosebusch Verlassenschaften befinden sich in der Turbinenhalle eines ehemaligen Kraftwerks der PreussenElektra am Stichkanal Hannover-Linden. Sie gelten als ein Gesamtkunstwerk und als das Hauptwerk des Objektkünstlers Hans-Jürgen Breuste. Zum Kunstwerk gehören nicht mehr benötigte Industrieprodukte aus Eisen, Gummi, Textilien und Holz. Sie geben in ihrer massenhaften Anzahl Raum für Assoziationen, Erinnerung sowie Sinn. Die Gegenstände stammen überwiegend aus dem ehemaligen Continental-Werk in Hannover-Limmer. Zur Ausstellung gehört die im Besitz des Landes Niedersachsen stehende Rauminstallation „Objekt Litzmannstadt“ mit über 2500 Lazarettliegen und Fotografien von Zwangsarbeitern sowie Briefen und Namenslisten von Deportierten. Thema der Installation ist das 1940 eingerichtete Ghetto Litzmannstadt. 
Der Name des Kunstortes leitet sich von seinem Sitz im Rosenbuschweg in Ahlem ab. Der Begriff Verlassenschaft steht sinnbildlich für Hinterlassenschaft und entstammt dem österreichischen Erbrecht als Fachbegriff für Erbschaft.
Der Kunstort ist an zwei Tagen im Monat für Einzelbesucher und für Gruppen nach Vereinbarung möglich. Er dient auch als außerschulischer Lernort. Der Kunstort wird auch für Kulturveranstaltungen, etwa zu Persönlichkeiten wie Primo Levi oder Janusz Korczak, für Konzerte, Lesungen, Kunstprojekte oder Gottesdienste genutzt.

## Geschichte
Die Sammlung der Stücke begann bereits 1997. Erst 2012 kurz nach dem Tod von Hans-Jürgen Breuste wurde der Kunstort der Öffentlichkeit vorgestellt. Die Stiftung Kulturregion Hannover zeichnete 2019 die Rosebusch Verlassenschaften mit dem Kulturpreis „Pro Visio“ aus.